# Guilherme Catramby Filho
Guilherme Catramby Filho (* 2. Mai 1905 in Rio de Janeiro; † unbekannt) war ein brasilianischer Moderner Fünfkämpfer.
Guilherme Catramby Filho nahm an den Olympischen Sommerspielen 1936 in Berlin teil, wo er den 36. Rang belegte.